# سایوز تی‌ام-۲۸
سایوز-تی‌ام-۲۸ (به روسی: Союз )(به معنای اتحاد) یکی از مأموریت‌های شاتل-میر و بیست‌وهشتمین مأموریت سرنشین دار سازمان ملی فضانوردی روسیه به سمت ایستگاه فضایی میر محسوب می شود. در طول این ماموریت ۱ فضاپیمای پشتیبانی پروگرس به ایستگاه متصل شد.

## خدمه مأموریت
| شماره | نام           | ملیت  | تعداد پرواز | نقش عملیاتی | تصویر |
| ۱     | گنادی پادالکا | روسیه | ۱           | فرمانده     |       |
| ۲     | سرگئی آودیف   | روسیه | ۳           | مهندس پرواز |       |
| ۳     | یوری باتورین  | روسیه | ۱           | محقق فضایی  |       |